# Igreja de Nossa Senhora da Misericórdia (Olinda)
A Igreja de Nossa Senhora da Misericórdia é um templo católico da cidade de Olinda, no estado brasileiro de Pernambuco.
Foi fundada pela Irmandade da Santa Casa de Misericórdia de Olinda, primeira confraria criada no Brasil, e em seu prédio anexo funcionou a Santa Casa de Misericórdia de Olinda, primeiro hospital do país.

## Histórico
Suas origens remontam ao século XVI: em 1539 foi criada a Irmandade da Santa Casa de Misericórdia de Olinda, primeira confraria do Brasil, e no ano seguinte já havia registro das atividades, no mesmo local, de uma igreja com uma enfermaria anexa, a Santa Casa de Misericórdia de Olinda — considerada o primeiro hospital do país. Destruída sua sede pelo fogo no grande incêndio de 1631, os Irmãos da Misericórdia abandonaram a cidade e se instalaram no Arraial do Bom Jesus até 1635, passando depois a administrar um hospital criado no Engenho de São João da Várzea, voltando para Olinda somente após a retirada holandesa, em 1654.
No ano seguinte o antigo templo queimado foi reconstruído no mesmo sítio, mas ora em menores proporções. Deve ter sofrido várias reformas ou acréscimos até fins do século XVIII, uma vez que há diversas datas inscritas na fachada e no interior, sendo a última de 1771, sobre o arco do cruzeiro.
Entrando a Casa de Misericórdia olindense em decadência no século XIX, o hospital foi extinto em 1860, mas seu prédio, junto com o da igreja, foram cedidos em 1896 à Ordem Beneditina. A igreja foi tombada pelo IPHAN em 1938.

## Características

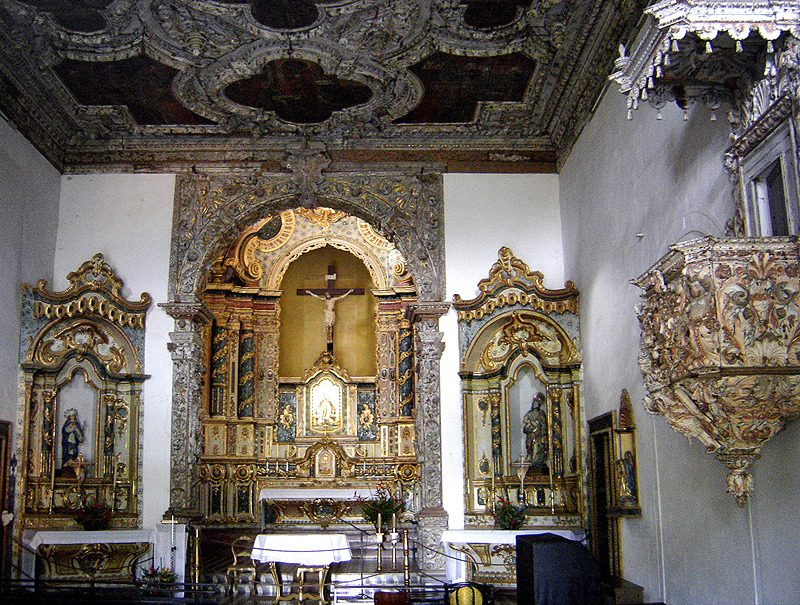
Aspecto do interior

A Igreja da Misericórdia está situada à beira de um declive acentuado à esquerda, e possui um adro com muros de arrimo e escadaria de acesso assimétrica. A fachada é singela mas elegante, com uma feição geral barroca e com reminiscências da renascença portuguesa. O frontispício, em torno da entrada única, é sóbrio, apenas com duas volutas que se alçam sem apoio, e sobre elas um brasão real em relevo. De ambos os lados, janelas com lintel em M achatado, arrematado por um pequeno florão com motivo de concha. Os marcos são de pedra de arenito, assim como as pilastras nas extremidades, as cornijas e o perfil do frontão, em voluta dupla coroado por uma cruz e e pequenos pináculos. À esquerda da igreja, o campanário, com duas janelas quadradas, cornija, abertura em arco para o sino e coruchéu em bulbo rodeado de pináculos.
No interior a nave tem paredes caiadas, remanescentes de azulejaria sob o coro e rica obra de talha no teto, onde pinturas ilustrando cenas da vida de Nossa Senhora são emolduradas por grossos frisos entalhados. No painel do centro, uma imagem da Virgem da Misericórdia. O piso é de ladrilhos de desenho geométrico, e se destaca à direita da nave um púlpito com dossel, igualmente de rica decoração.

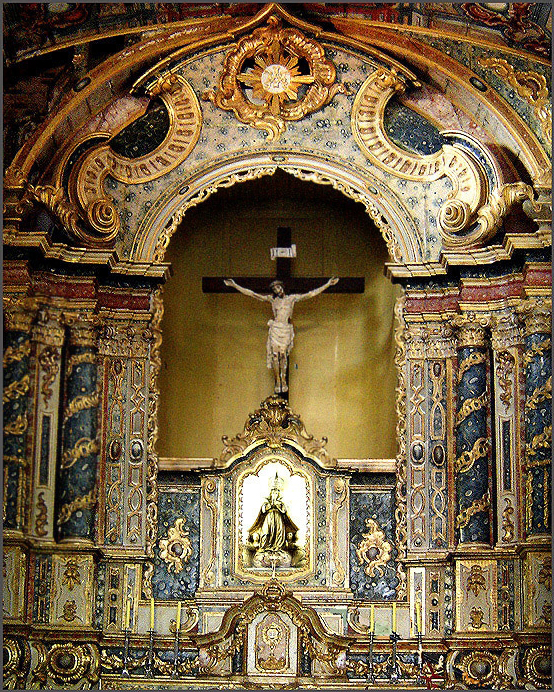
Detalhe do retábulo na capela-mor

Junto ao arco do cruzeiro, de pesada moldura com ornamentação de complexidade quase churrigueresca, há dois altares laterais com dossel e expressiva estatuária, especialmente o da direita, com um Cristo Escarnecido de fino acabamento. A capela-mor é completamente revestida de entalhes, douraduras, pinturas decorativa marmorizadas e painéis a óleo, num estilo já tendendo ao rococó, com destaque para o formoso frontão do retábulo, com grande voluta em S, medalhão central e arremate em cúspide. No nicho central, um crucifixo e, abaixo, a imagem de Nossa Senhora da Misericórdia. O teto da capela é também pintado com perspectiva ilusionística de arquitetura e um brasão real ao centro.
Na sacristia se preservam um lavatório de mármore de duas cores, de origem portuguesa, e várias peças entalhadas em jacarandá, além de objetos de culto em metais preciosos. Apesar de sua grande riqueza a igreja até 2005 estava em mau estado de conservação, com muitas pinturas e entalhes em estado de decadência.